# ジェームス・ヒル (カナダのミュージシャン)
ジェームス・ヒル（James Hill, 1980年 - ）は、クラシック音楽教育を受けたカナダのミュージシャン。特にウクレレを中心に演奏活動もし、学校教育の教材楽器としての使用も行なっている。ブリティッシュコロンビア大学で音楽の学士号を取得している。

## 音楽教育
子どもの頃、ヒルはJ・チャルマース・ドーンが開発し、1977年の著書『Teacher's Guide to Classroom Ukulele』で紹介したウクレレ指導プログラムから、大きな恩恵を受けた。ブリティッシュコロンビア州の学校では、ドーンの指導法を音楽教育に取り入れており、その結果、ラングレー・ウクレレ・アンサンブルが存在するほどになっていた。ヒルは、このアンサンブルに2003年まで10年以上在籍した。
ヒルはドーンと会見した際に、ウクレレの普及を促進させるプログラムの創出を構想し、彼らふたりは協力して「Ukulele in the Classroom（ウクレレを教室に）」というプログラムを2008年に生み出した。
ヒルはコンサートに出演する際には、ほぼ必ずそれに合わせてワークショップを開催している。ヒルは、カナダ全土やアメリカ合衆国、さらにはヨーロッパや日本、シンガポール、ニュージーランドでも教えてきた。オンタリオ州キングストンのクイーンズ音楽学校では、定期的に講義を担当し、例年ハワイ州ハワイ郡ワイメアで開催されるウクレレ・アンド・スラックキーギター・インスティテュート (the Ukulele and Slack Key Guitar Institute) のイベントではゲスト講師を務めている。

## パフォーマンス
世界中を旅しているヒルは、2009年7月にはジョン・F・ケネディ・センターでも演奏し、ハワイの第40回ウクレレ・フェスティバルにも出演した。
2013年夏にイギリスで開催されたウクレレ・フェスティバルにも出演するとされた。
ヒルは多様なウクレレを演奏し、いずれもスプルース（トウヒ属）が用いられマイク・ダシルバ (Mike DaSilva) のカスタム・メイドのウクレレを数本使用しているほか、マイヤ・モー・テナー (Mya Moe Tenor) や、ベルトーン・リゾネーター (Beltona Resonator) も使用している。

## 受賞
2009年、ヒルはチェロ奏者アン・ジャネル（旧名、アン・デイヴィソン (Anne Davison)）とともに、CD『True Love Don't Weep』を製作した。このアルバムは、2009年のカナダ・フォークミュージック賞においてトラディショナル・アルバム・オブ・ザ・イヤー (Traditional Album of the Year) を受賞した。
2015年、ヒルのアルバム『The Old Silo』が、ジュノー賞のルーツ&トラディショナル・アルバム・オブ・ザ・イヤー ソロ部門にノミネートされた。

## 私生活
ヒルは、妻であり共演者でもあるアン・ジャネルとともにノバスコシア州に住んでいる。ふたりは2013年9月21日に結婚した。

## ディスコグラフィ
- Playing it Like it Isn't (2002)
- On the Other Hand (2003)
- ファンタジー・フォー・ウクレレ（日本企画盤：ジェネオン エンタテインメント） (2005)[1][15]
- A Flying Leap – Borealis Recording (13 June 2006)
- True Love Don't Weep (collaboration with Anne Davison) – Linus Entertainment – (11 August 2009) 2009 Canadian Folk Music Awards Traditional Album of the Year
- Man with a Love Song – Borealis Recording (11 October 2011)
- The Old Silo – Borealis Recording (16 September 2014)

## おもな著書
- Ukulele in the Classroom – James Hill Ukulele Method Series, Book I – by James Hill & J. Chalmers Doane, Crystal Lake Media (2008) ISBN 978-0980932607
- Ukulele in the Classroom – James Hill Ukulele Method Series, Book II – by James Hill & J. Chalmers Doane, Crystal Lake Media (2008)
- Ukulele in the Classroom – James Hill Ukulele Method Series, Book III – by James Hill & J. Chalmers Doane, Crystal Lake Media (2008)
- The Ukulele Way - Book 1 by James Hill ISBN 978-0-9868536-2-3
- The Ukulele Way - Book 2 by James Hill ISBN 978-0-9868536-4-7
- The Ukulele Way - Book 3 by James Hill ISBN 978-0-9868536-6-1
- The Ukulele Way - Book 4 by James Hill ISBN 978-0-9868536-8-5
- The Ukulele Way - Book 5 by James Hill ISBN 978-1-927726-00-6
- The Ukulele Way - Book 6 by James Hill ISBN 978-1-927726-02-0